# Магнит на холодильник
Магни́т на холоди́льник — элемент декора, сувенир на магнитной основе, как правило, прикрепляемый к кухонной бытовой технике. Благодаря специальной конструкции, называемой магнитная сборка Халбаха, магнитное поле с лицевой стороны магнита практически отсутствует и удваивается с оборотной.

## Коллекционирование
В связи с тем, что магниты на холодильник стали достаточно популярны, они стали объектом коллекционирования. В настоящее время для обозначения коллекционирования магнитов нет официального названия (как, например, «филателия» или «нумизматика»), но в последнее время среди коллекционеров в интернет-сообществах вводится в употребление слово «мемомагнетика».

### Мировой рекорд
Рекорд по числу собранных магнитов принадлежит американке Луизе Гринфарб из Хендерсона (пригород Лас-Вегаса, штат Невада). Её рекорд на 1997 год составлял 19.300 магнитов и был внесён в «Книгу рекордов Гиннесса»
Согласно британской «Книге альтернативных рекордов», на февраль 2002 года в её коллекции было 29 тысяч магнитов, а на данный момент уже более 30 тысяч. Луиза Гринфарб получила прозвище «Магнитная леди» (англ. The Magnet Lady). Свыше 7000 её магнитов представлены на выставке в Лас-Вегасском музее Гиннесса.